# IQue Player
Ique Player är en spelkonsol tillverkad av Nintendo. Den släpptes den 17 november 2003 och är i första hand avsedd för den kinesiska marknaden. Kina hade i flera år haft problem med piratkopiering, där kopior av hemkonsoler tillverkats för att sedan säljas ute på Hongkongs gator.
Den är ungefär lika kraftig som en Nintendo 64. Spel till denna konsol kan köpas i speciella kiosker där de lagras på minneskort som sedan sätts in i maskinen.

## Specifikationer
- Processor: R-4300, 64 Bit CPU, 93,75 MHz.
- Minne: 4Mb RAMBUS.
- Grafik: 100 000 polygoner/sekund, 2,09 miljoner färger.
- Ljud: ADPCM 64.

## Spel
Till maskinen finns bland annat följande titlar:
- Dr. Mario
- Excitebike 64
- F-Zero X
- Mario Kart 64
- Paper Mario
- Sin and Punishment: Successor of the Earth
- Star Fox 64
- Super Mario 64
- The Legend of Zelda: Ocarina of Time
- Wave Race 64
- Yoshi's Story

### Fotnoter
1. ↑  Dark Watcher. ”Nintendo Ique Player” (på engelska). Videogame Console Library. http://www.videogameconsolelibrary.com/pg00-ique.htm#page=reviews. Läst 25 maj 2017.